# 飯尾隆義
飯尾 隆義（いいお たかよし）は、日本の生物物理学者。名古屋大学大学院理学研究科物理学専攻教授。

## 経歴
- 愛知県八開村（現愛西市）の出身。[要出典]
- 愛知県立津島高等学校を1961年（昭和36年）卒業し[要出典]、1961年（昭和36年）、名古屋大学理学部に入学する[1]。
  - 1965年（昭和40年）同大学を卒業した。[要出典]
- 名古屋大学大学院に学び、1970年（昭和45年）3月に博士課程を修了[1][2]、日本学術振興会の奨励研究員を経て、名古屋大学K研（生物物理学実験室）のスタッフとなる（職位不明）[1]。
- 1971年3月 名古屋大学理学博士 学位論文は 「Block sequential polypeptides of L-alanine and glycine with D, L-glutamic acid(D,L-グルタミン酸を伴ったL-アラニンとグリシンの規則的ポリペプチド)」。[3]
- 1986年（昭和61年）同大学助手[要出典]
- 1987年（昭和62年）同大学助教授[要出典]
- 2006年（平成18年）3月、名古屋大学を定年退職[1]。

## 研究
- カルシウムの受容蛋白質の動力学的研究。
- 筋収縮の制御機構の研究。
- カルシウムを介する生体内情報伝達機構の研究。

## 特許
- リガンドまたはレセブターの測定法

## 所属学会
- 日本化学会
- 日本物理学会
- 日本生物物理学会